# Partie de campagne (film)
Pour les articles homonymes, voir Partie de campagne.
Pour plus de détails, voir Fiche technique et Distribution.
Partie de campagne, ou Une partie de campagne, est un moyen métrage français réalisé par Jean Renoir, tourné durant l'été 1936, sorti seulement en mai 1946. Il est l'adaptation de la nouvelle éponyme de Guy de Maupassant.

## Synopsis
Été 1860. M. Dufour, un commerçant parisien, vient passer une « journée à la campagne » en famille pour la fête de son épouse, avec sa belle-mère, sa fille Henriette et son commis et futur gendre Anatole. Ils s'arrêtent à l'auberge du père Poulain près de Bezons (alors en Seine-et-Oise), pour déjeuner sur l'herbe au bord de l'eau. Rodolphe et Henri, deux canotiers, entreprennent de séduire Mme Dufour et Henriette.

## Fiche technique
- Titre original : Partie de campagne
- Titre alternatif : Une partie de campagne
- Réalisation : Jean Renoir
- Assistants-réalisateur : Jacques Becker, Henri Cartier-Bresson, Jacques Brunius, Yves Allégret, Claude Heymann, Luchino Visconti
- Scénario et dialogues : Jean Renoir d'après Une partie de campagne de Guy de Maupassant
- Photographie : Claude Renoir
- Cadreur : Jean-Serge Bourgoin, assisté d'Albert Viguier et Éli Lotar
- Son : Joseph de Bretagne, Marcel Courmes
- Décors : Robert Gys
- Montage : Marguerite Houlé-Renoir assistée de Marinette Cadix
- Musique : Joseph Kosma
- Orchestre sous la direction de Roger Désormière ; chanson interprétée à bouche fermée par Germaine Montero
- Maquillage : Eugène Gaidaroff
- Photographe de plateau : Éli Lotar
- Production : Pierre Braunberger
- Administrateur : Jacques Brunius
- Société de production : Panthéon Production[2]
- Sociétés de distribution : Films du Jeudi / Films de la Pléiade
- Pays d'origine :  France
- Budget : 250 000 francs[3]
- Format : Noir et blanc - 35 mm - 1,37:1 - Mono
- Durée : 40 minutes
- Dates de tournage : du 15 juillet au 25 août 1936, près de Marlotte et Montigny-sur-Loing, sur les berges du Loing et au pont des Sorques sur le Loing.
- Date de sortie : France, 8 mai 1946 (au cinéma César, à Paris)

## Distribution
- Sylvia Bataille : Henriette Dufour
- Georges Darnoux (sous le nom de Georges Saint Saëns) : Henri, un canotier
- Jacques Brunius (sous le nom de Jacques Borel) : Rodolphe, un canotier
- André Gabriello : Cyprien Dufour
- Jane Marken : Juliette Dufour, son épouse
- Paul Temps : Anatole
- Gabrielle Fontan : la grand-mère
- Jean Renoir : le père Poulain
- Marguerite Renoir : la servante
- Alain Renoir : le garçon qui pêche
- Jacques Becker : un étudiant séminariste
- Georges Bataille : un étudiant séminariste
- Henri Cartier-Bresson : un étudiant séminariste
- Pierre Lestringuez : le vieux prêtre

## Tournage et production
Le tournage ne fut pas simple : difficulté du montage financier, mésententes au sein de l'équipe, météorologie très défavorable entraînant l'interruption du tournage, jamais repris.
Les éditions de l'Œil ont publié en 2007 un ouvrage de référence sur le tournage d'Une partie de campagne (cf. Bibliographie). On y trouvera notamment, recueillis par Jean-Pierre Pagliano, les témoignages des principaux acteurs, notamment celui de Sylvia Bataille.

Lors de sa sortie en 1946, le générique indique que le film 

« n'a pu être, pour des raisons de force majeure, tout à fait terminé. En l'absence de Jean Renoir, actuellement en Amérique, soucieux de respecter son œuvre et d'en conserver le caractère, nous avons décidé de vous le présenter tel qu'il est. »

Des dialogues additionnels ont été écrits par Jacques Prévert, après le tournage, à la demande de Pierre Braunberger, le producteur, pour « terminer » le film, mais n'ont pas été utilisés. Selon Pierre Braunberger, Renoir a déclaré à l'époque : « J'ai déjà réalisé Le Crime de monsieur Lange, je ne vais pas recommencer à travailler sur du Prévert. »

## Réception critique
Le montage final de 39 minutes, dans lequel quelques plans non tournés n'ont pu être insérés, remplacés par deux cartons, est celui d'une œuvre achevée. Selon André Bazin, 

« Tout ce qui a été ajouté est matériellement et psychologiquement justifié, on peut même dire que cela manquait à la nouvelle. […] La partie non tournée et qui se serait déroulée principalement dans la boutique de M. Dufour (rue des Martyrs) est insignifiante dans la nouvelle et l'on peut donc dire que Une partie de campagne est un film parfaitement terminé. »

Dans Partie de campagne, Jean Renoir laisse s'épanouir ses thèmes de prédilection (sensualité, relation à la nature et à l'eau, satire sociale, ordre et désordre) dans une nature qui fait penser aux peintures de son père Auguste Renoir.

Selon Claude Beylie, « de l'opposition hardie de deux mondes, le tendre et le grinçant, naît le véritable drame. » Pour André Bazin, « la scène d'amour dans l'île est l'un des moments les plus atroces et les plus beaux du cinéma universel. » Scène qui fait écrire à Jean-Bertrand Pontalis : 

« Sylvia Bataille dans Partie de campagne de Renoir : la balançoire et surtout, merveille des merveilles, la scène où elle s'abandonne, couchée dans l'herbe, à ce qui soudain lui arrive, la surprend, l'envahit : ce plaisir qui n'a pas de nom. »

— Jean-Bertrand Pontalis, Elles, Gallimard, 2007

### Filmographie
- Un tournage à la campagne, film documentaire, 1994, noir & blanc, montage Alain Fleischer, à partir des rushes (doubles et chutes) du film de Renoir Une partie de campagne, 85 min, commande de la Cinémathèque française à l'occasion du centième anniversaire de la naissance de Jean Renoir, DVD ; production, Les Films du Panthéon (visa n° 86 292). « Un documentaire établi par Alain Fleischer d'après les rushes non utilisés du film de Jean Renoir Partie de campagne ». Présentation sur Unifrance.org.